# 용골자리 왜소은하
용골자리 왜소은하(龍骨자리 矮小銀河, Carina Dwarf Spheroidal)는 용골자리에 있는 왜소 은하로 우리 은하의 위성 은하이다. 우리 은하로부터 약 33만 광년 정도 떨어져 있다.